# Polymerurus ringueleti
Polymerurus ringueleti är en djurart som tillhör fylumet bukhårsdjur, och som beskrevs av Luis E. Grosso 1975 . Polymerurus ringueleti ingår i släktet Polymerurus och familjen Chaetonotidae. Inga underarter finns listade i Catalogue of Life.